# Марк Ливий Друз Либон
Вижте пояснителната страница за други личности с името Марк Ливий Друз.
Марк Ливий Друз Либон (на латински: Marcus Livius Drusus Libo) е политик на ранната Римска империя.

## Биография
Той е роден син на Луций Скрибоний Либон. Неговата леля по баща е Скрибония, втората съпруга на Август. Той е първи братовчед по баща на Юлия. Марк Ливий е осиновен от Марк Ливий Друз Клавдиан и Алфидия. Неговата сестра е Ливия Друзила, първата римска императрица, съпруга на император Август. Марк Ливий е вуйчо на Тиберий и генерал Нерон Клавдий Друз.
През 28 пр.н.е. Марк Ливий служи като едил. Той става консул през 15 пр.н.е. заедно с Луций Калпурний Пизон. Той е в колегията на арвалските братя.
Марк Ливий има дъщеря Ливия Медулина Камила.